# Viña (San Cristóbal de Cea)
Viña (llamada oficialmente San Román de Viña) es una parroquia y un lugar del municipio español de San Cristóbal de Cea, en la provincia de Orense, Galicia.

## Historia
Hacia mediados del siglo XIX, la parroquia, ya por entonces perteneciente a Cea, tenía contabilizada una población de cuatrocientos habitantes. Aparece descrita en el decimosexto y último volumen del Diccionario geográfico-estadístico-histórico de España y sus posesiones de Ultramar de Pascual Madoz con las siguientes palabras:

VIÑA (San Roman): felig. en la prov. y dióc. de Orense (2 1/4 leg.), part. jud. de Señorin en Carballino (2), ayunt. de Cea. sit. á la falda de la sierra de la Martiña, en una suave pendiente que llega hasta el r. Barbantiño; reinan todos los vientos; el clima es sano. Tiene unas 80 casas en los l. de Cacifo, Carballeira, Ferreiros, Foramontaos, Pazos, Pulledo, Tellado, Toubes, Viduedo, Vila y Viña. La igl. parr. (San Roman), dependiente en otro tiempo del monasterio de Osera, se halla servida por un cura de entrada, y presentacion mutual; hay tambien una ermita del vecindario. Confina N. felig. de Osera; E. la de Villamarin; S. Sobreira, y O. Villaseco. El terreno es montuoso, pero de buena calidad; hácia el estremo O. cruza el antiguo camino real de Orense á Santiago, y en él se encuentra un puente con un ojo sobre el indicado r. Barbantiño. prod.: trigo, centeno, maiz, habichuelas, patatas, castañas, algun vino, miel y lino; se cria ganado vacuno y lanar, y alguna caza de perdices y conejos. ind.: la agrícola, 4 molinos harineros y telares de lienzo ordinario. pobl.: 80 vec., 400 alm. contr.: con su ayunt. (V.).
(Madoz, 1850, p. 328)

## Organización territorial
La parroquia está formada por cuatro entidades de población:
- Faramontaos
- Tellado (O Tellado)
- Toubes
- Viña

## Demografía

### Parroquia
| Gráfica de evolución demográfica de Viña (parroquia) entre 2000 y 2023 |
|                                                                        |
| Datos según el nomenclátor publicado por el INE.                       |

### Lugar
| Gráfica de evolución demográfica de Viña (lugar) entre 2000 y 2023 |
|                                                                    |
| Datos según el nomenclátor publicado por el INE.                   |